# Holýšov
Holýšov (in tedesco Holleischen) è una città della Repubblica Ceca facente parte del distretto di Domažlice, nella regione di Plzeň.